# Ricardo Porro
Ricardo Carlos Porro (Camagüey, 3 novembre 1925 – Parigi, 25 dicembre 2014) è stato un architetto cubano.

## Biografia
Si laurea presso l'Università dell'Avana nel 1949, specializzandosi successivamente alla Sorbona di Parigi. Nel 1952 rientra in patria esercitando la sua professione nella capitale cubana.
Sostenitore della Rivoluzione cubana, viene allontanato nel 1957, per rientrare alla conquista del potere da parte di Fidel Castro, che gli affida il progetto per la costruzione del nuovo edificio per la Escuelas Nacionales de Arte. Porro collabora con gli amici Roberto Gottardi e Vittorio Garatti, conosciuti negli anni d'esilio.